# Valerio Foglia Manzillo
Valerio Foglia Manzillo (ur. 3 lutego 1978 w Neapolu) – włoski aktor filmowy i telewizyjny i model.
Wychowywał się w Marechiaro, małej wiosce znajdującej się w dzielnicy Posillipo w Neapolu. Zaczął pracę jako model M&L Artists Management. Pojawił się w kilku kampaniach reklamowych, m.in. Nestlé.
Został odkryty przez reżysera Matteo Garrone, u którego w 2002 zadebiutował w filmie Balsamista. Później wystąpił w filmie Bez sumienia (Verso nord, 2004) i kontrowersyjnej komedii Mater Natura (2005).
W latach 2005–2006 spotykał się z piosenkarką i modelką Luisą Corną.

## Wybrana filmografia

### Filmy fabularne
- 2002: Balsamista (L’imbalsamatore) jako Valerio
- 2004: Bez sumienia (Verso nord) jako Rollo
- 2005: Mater natura jako Andrea
- 2007: Non ti aspettavo
- 2008: Siedem nut diabła (Le sette note del diavolo) jako Walter
- 2009: Bezsenność (Sleepless) jako Bruto
- 2011: Opowieści mozzarelli (Mozzarella Stories) jako Ciriello

### Seriale TV
- 2006: Jutro jest kolejny przekręt (Domani è un’altra truffa)
- 2008: RIS 4 – Zbrodnie niedoskonałe (R.I.S. 4 – Delitti imperfetti)